# Resolució 1335 del Consell de Seguretat de les Nacions Unides
La Resolució 1335 del Consell de Seguretat de les Nacions Unides fou adoptada per unanimitat el 12 de gener de 2001. Després de recordar anteriors resolucions sobre Croàcia incloses les resolucions 779 (1992), 981 (1995), 1147 (1997), 1183 (1998), 1222 (1999), 1252 (1999) i 1285 (2000), 1305 (2000) i 1307 (2000) el Consell va autoritzar la Missió d'Observadors de les Nacions Unides a Prevlaka (UNMOP) a continuar supervisant la desmilitarització a la zona de la península de Prevlaka fins al 15 de juliol de 2001. Va ser la primera resolució del consell adoptada en 2001.
El Consell de Seguretat va acollir amb satisfacció la situació generalment tranquil·la i estable de la península de Prevlaka, però va continuar preocupat per les violacions del règim de desmilitarització i les limitacions de la llibertat de moviment dels observadors de les Nacions Unides. Va donar la benvinguda a l'obertura dels punts de cruïlla entre Croàcia i Montenegro facilitant el trànsit civil i comercial sense incidents de seguretat que representaven una mesura significativa de creació de confiança entre els dos països. Encara hi havia preocupació per la manca de progrés cap a la solució de la disputada península de Prevlaka i un programa de desminatge. La resolució va assenyalar que la presència de la UNMOP va contribuir enormement a mantenir condicions propícies per a la solució de la disputa.
Es va instar tant a Croàcia com a la República Federal de Iugoslàvia (Sèrbia i Montenegro) a aplicar plenament un acord sobre la normalització de les seves relacions, cessar les violacions del règim de desmilitarització, reduir la tensió i garantir la lliure circulació als observadors de les Nacions Unides. Es va demanar a ambdós països que implementessin mesures de foment de la confiança a partir de la Resolució 1252 i es va demanar al Secretari General Kofi Annan que informés abans del 15 d'abril de 2001 sobre els progressos realitzats amb aquests temes. Es va instar a les parts a informar sobre el progrés de les seves negociacions bilaterals almenys dues vegades al mes i posar en marxa un ampli programa de desminatge.
Finalment, es va requerir a la Força d'Estabilització, autoritzada a la Resolució 1088 i estesa per la Resolució 1305, que cooperés amb la UNMOP.